# شينوسكي هوندا
شينوسكي هوندا (باليابانية: 本田 慎之介) (مواليد 23 يونيو 1990)، هو لاعب كرة قدم كان يلعب كمدافع.

## وصلات خارجية
- شينوسكي هوندا على موقع قاعدة بيانات كرة القدم.إي يو (الإنجليزية)
- شينوسكي هوندا على موقع Soccerway.com (الإنجليزية)
- شينوسكي هوندا على موقع عالم كرة القدم.نت (الإنجليزية)